# IC 4726
IC 4726 је лентикуларна галаксија у сазвјежђу Паун која се налази на листи објеката дубоког неба у Индекс каталогу.
Деклинација објекта је - 62° 51' 15" а ректасцензија 18h 36m 58,5s. Привидна величина (магнитуда) објекта IC 4726 износи 13,7 а фотографска магнитуда 14,7. IC 4726 је још познат и под ознакама ESO 103-32, AM 1832-625, PGC 62133.